# Agrotera nemoralis
Agrotera nemoralis là một loài bướm đêm thuộc họ Crambidae. Nó được tìm thấy ở châu Âu.
Sải cánh dài 20–24 mm. Con trưởng thành bay từ tháng 5 đến tháng 7 tùy theo địa điểm.
Ấu trùng ăn Carpinus betulus, but are also spotted on bạch dương và dẻ.

## Hình ảnh

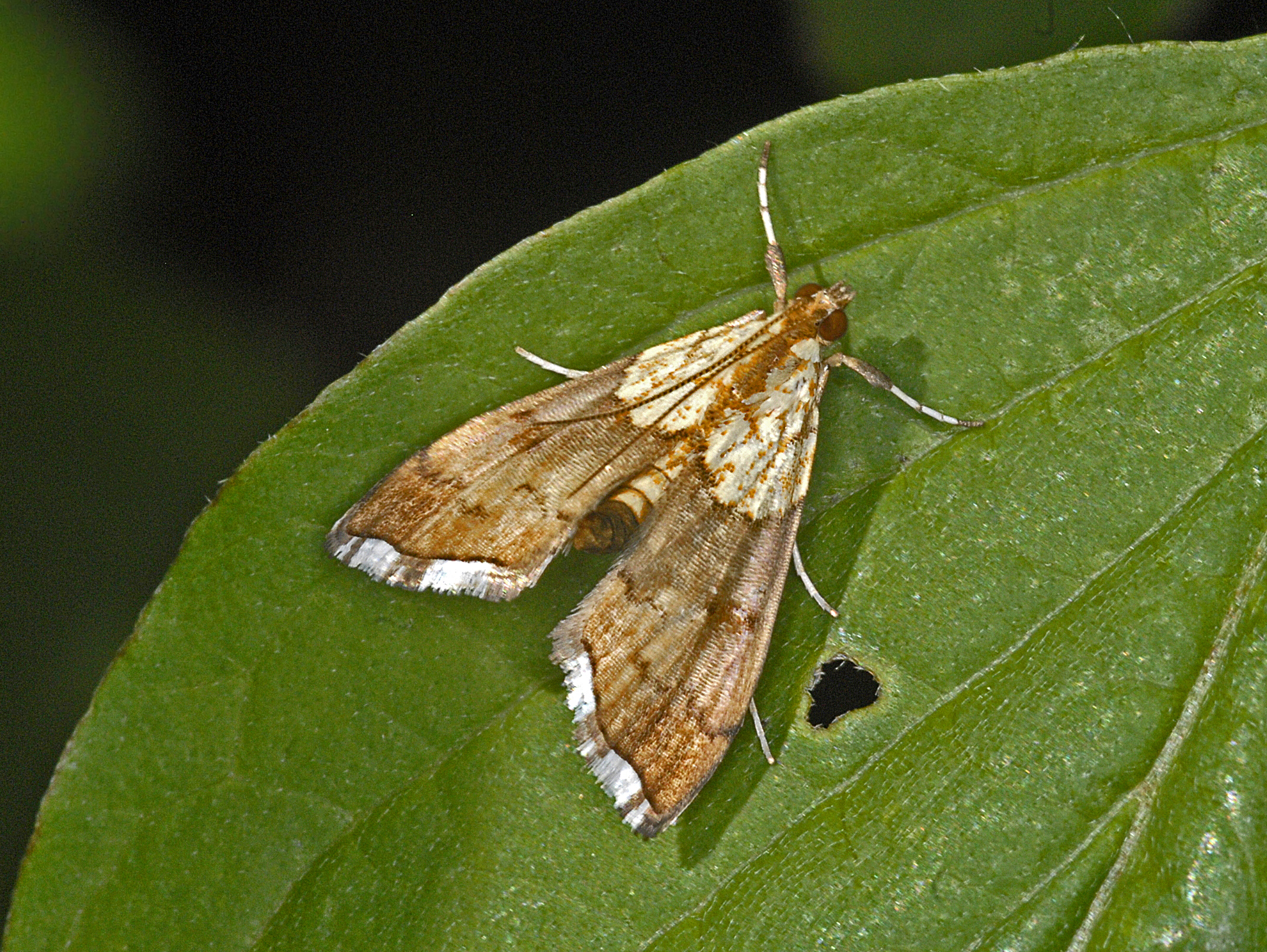
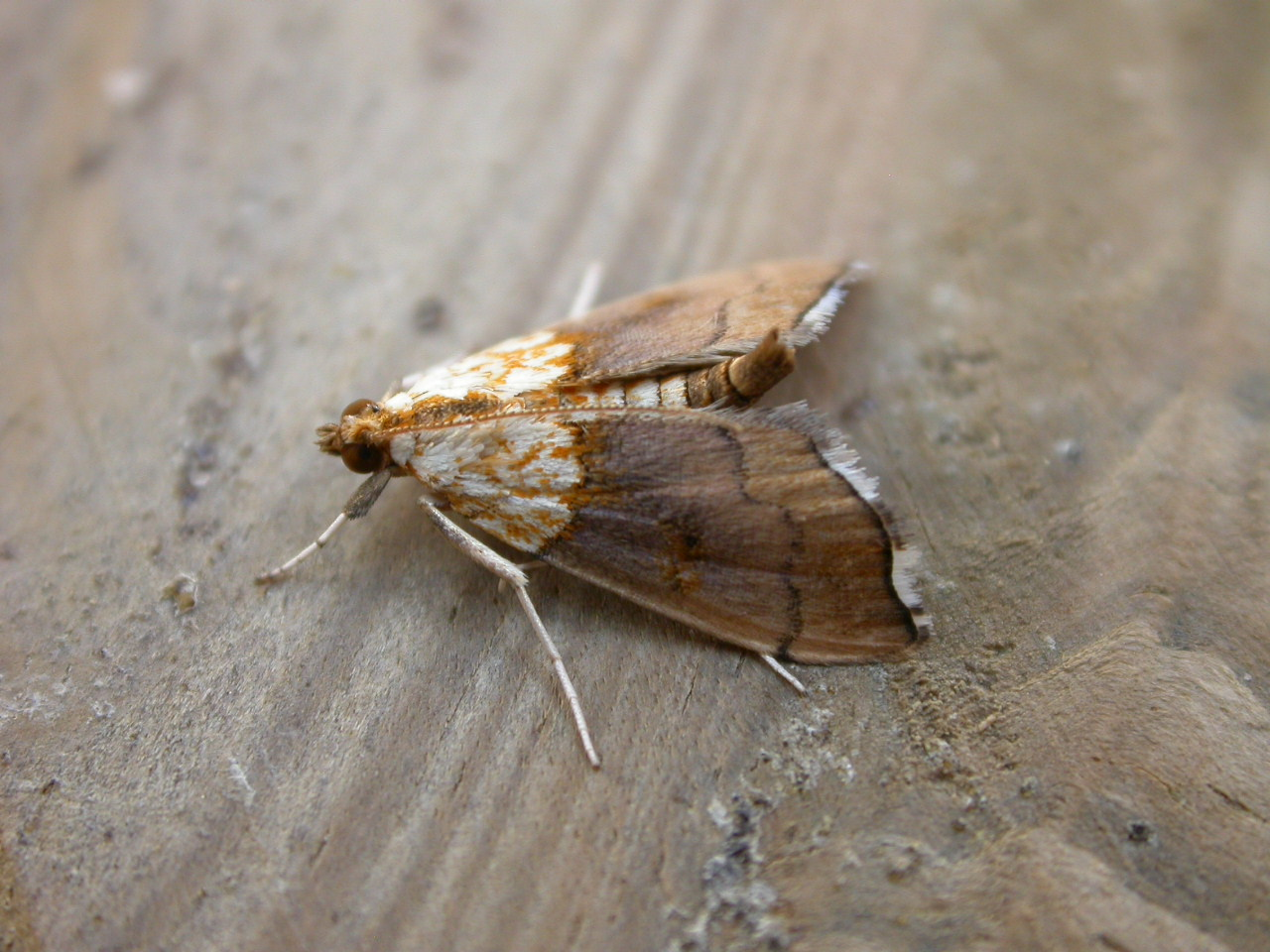
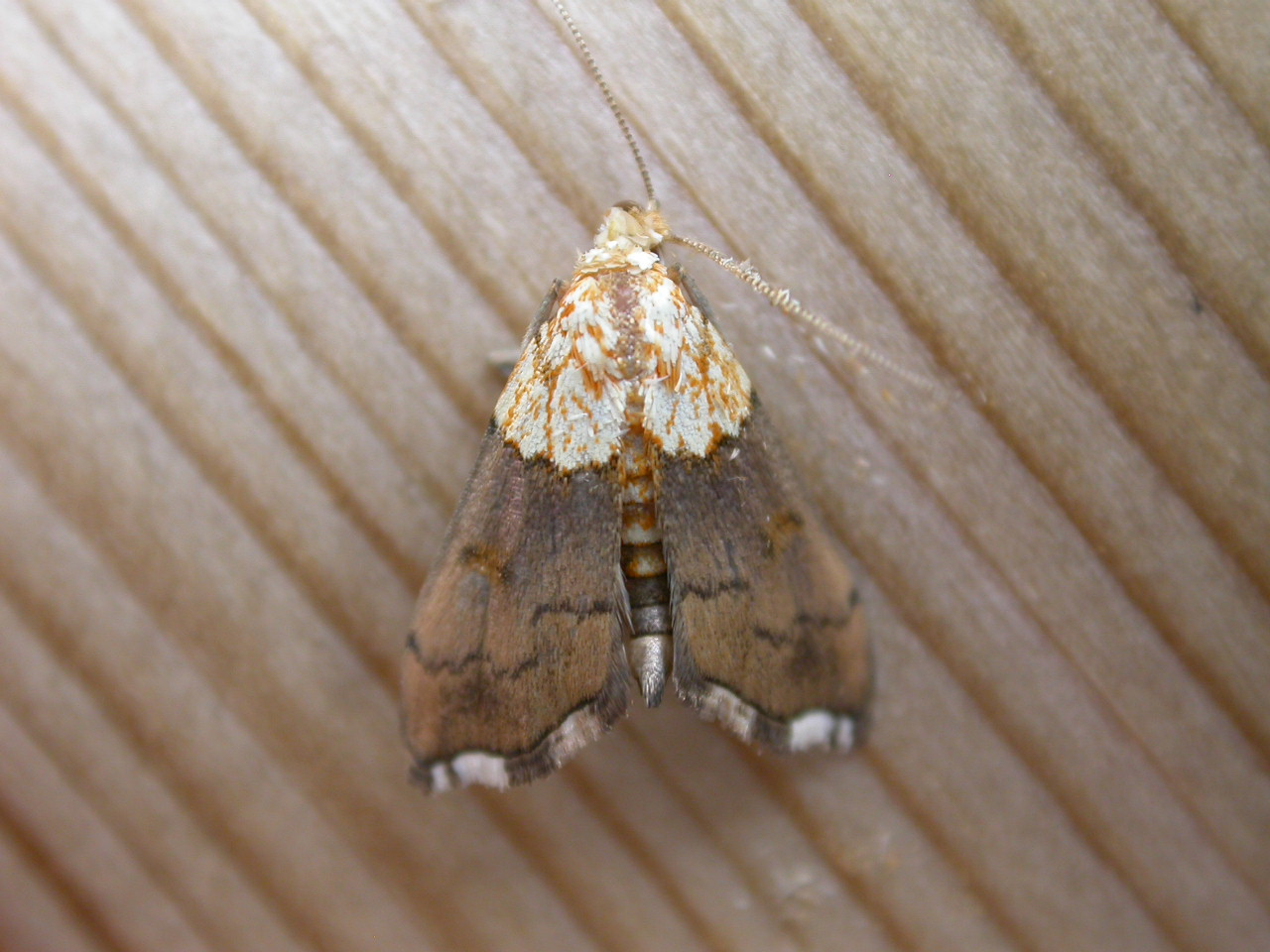